# Whispering Devils
Whispering Devils è un film muto del 1920 diretto da John M. Voshell che aveva come interpreti e Rosemary ThebyConway Tearle. 
La sceneggiatura si basa su Michael and His Lost Angel, romanzo del commediografo Henry Arthur Jones.

## Trama
Il pastore puritano Michael Faversham non mostra compassione nei confronti di Rose Gibbard ordinandole di confessare pubblicamente di avere un figlio illegittimo. Il religioso nega anche il desiderio che prova verso Audrey, una delle sue parrocchiane. Ma i due, una notte si incontrano per caso su un'isola disabitata e la forza del loro sentimento non conosce nessun ostacolo. Inorridito nell'apprendere che Audrey è sposata, l'uomo lascia l'abito talare e si dedica a soccorrere i poveri. Quando il reverendo si sveglia dal sonno, si rende conto che tutta la storia era un sogno che ora gli insegna tolleranza e compassione.

## Produzione
Il film, con il titolo di lavorazione Michael and His Lost Angel, fu prodotto dalla Harry Garson Productions.

## Distribuzione
Distribuito dalla Equity Pictures Corporation, il film uscì nelle sale statunitensi il 25 ottobre 1920.
Non si conoscono copie ancora esistenti della pellicola che viene considerata presumibilmente perduta.